# Epargyreus antaeus
Espèce
Epargyreus antaeus est une espèce de lépidoptères de la famille des Hesperiidae et de la sous-famille des Pyrginae.

## Dénominations
L'espèce Epargyreus antaeus a été décrite par le naturaliste britannique William Chapman Hewitson en 1867, sous le nom initial d’Eudamus antaeus .
En anglais, elle est appelée Jamaican Silverdrop.

## Écologie et distribution
Epargyreus antaeus est endémique de Jamaïque. 